# Cratere Ibn Firnas
Ibn Firnas è un cratere lunare di 88,29 km situato nella parte nord-occidentale della faccia nascosta della Luna, pochi chilometri a sud del più grande cratere Ostwald da cui è separato da un terreno roccioso. Attaccato al bordo esterno sudoccidentale vi è il cratere King.
Il cratere è consumato ed eroso, e presenta piccoli impatti lungo i bordi settentrionale e orientale. Il cratere satellite 'Ibn Firnas L'giace lungo la parete interna a sudest e ricopre parte della superficie interna. Lungo il confine nord, il piccolo cratere 'Ibn Firnas Y' interseca il bordo e si sovrappone parzialmente alla parete interna. La superficie di Ibn Firnas è irregolare lungo le sezioni settentrionale e sudoccidentale, la cui forma è stata modificata dai crateri vicini menzionati sopra. Numerosi piccoli crateri giacciono nella rimanente parte della superficie interna.
Il cratere è dedicato al filosofo arabo Abbas ibn Firnas.

## Crateri correlati
Alcuni crateri minori situati in prossimità di Ibn Firnas sono convenzionalmente identificati, sulle mappe lunari, attraverso una lettera associata al nome.
| Ibn Firnas | Coordinate            | Diametro (in km) |
| ---------- | --------------------- | ---------------- |
| E          | 7°12′36″N 125°34′12″E | 40,36            |
| L          | 5°57′00″N 123°00′36″E | 19,6             |

Il cratere Ibn Firnas Y è stato ridenominato dall'Unione Astronomica Internazionale Melissa nel 1979.